# Austrarcturella brychia
Austrarcturella brychia là một loài chân đều trong họ Austrarcturellidae. Loài này được Poore & Bardsley miêu tả khoa học năm 1992.